# Pedro Ladislao González y Estrada
Pedro Ladislao González y Estrada (auch Pedro Ladislao González Estrada; * 27. Juni 1866 in La Habana; † 22. April 1937 in Marianao, Provinz La Habana, Kuba) war ein kubanischer römisch-katholischer Geistlicher und Bischof von San Cristóbal de la Habana.

## Leben
Pedro Ladislao González y Estrada empfing am 8. Juni 1890 die Priesterweihe.
Papst Pius X. ernannte ihn am 16. September 1903 zum Bischof von San Cristóbal de la Habana. Die Bischofsweihe spendete ihm am 28. Oktober 1903 Placide Louis Chapelle, der Erzbischof von New Orleans, Louisiana; Mitkonsekrator war Francisco de Paula Barnada y Aguilar, Erzbischof von Santiago de Cuba. Mit ihm wurden Braulio Orue Vivanco, der erste Bischof von Pinar del Río, und Buenaventura Finbarr Broderick, Titularbischof von Iuliopolis und Weihbischof in San Cristóbal de la Habana, zu Bischöfen geweiht. Pedro Ladislao González y Estrada verzichtete am 2. Januar 1925 auf die Diözese San Cristóbal de la Habana und wurde zum Titularbischof von Attalea in Pamphylia ernannt.
Er starb im Alter von 70 Jahren in Marianao in der kubanischen Provinz La Habana und wurde in einem Mausoleum des Domkapitels von San Cristóbal auf dem Christoph-Kolumbus-Friedhof von La Habana beigesetzt. Als dieses Mausoleum 1940 aufgegeben wurde, wurden seine Gebeine in das allgemeine Beinhaus des Friedhofs überführt, seitdem gelten sie als verschollen.